# Cosme Pérez
Cosme Pérez, más conocido como Juan Rana (Tudela de Duero, principios de abril de 1593-Madrid, 20 de abril de 1672) fue un actor cómico español del Siglo de Oro. Su popularidad llegó a ser tal que era habitual anunciar falsamente su intervención en una comedia para atraer a los espectadores. El filósofo y erudito cisterciense Juan Caramuel, contemporáneo de "Juan Rana", escribió que era «el gracioso más vivo que hubo en España». Su figura contrahecha (como puede apreciarse en un retrato que se conserva en la Real Academia Española) era tan peculiar que, según un manuscrito de la época, sólo con salir a las tablas y aun sin haber abierto la boca provocaba la risa y el aplauso, lo cual solo se había contado de otro gran actor cómico anterior, Alonso de Cisneros. 

## Biografía
Juan Rana empezó su carrera de actor en la compañía de Juan Bautista Valenciano y hacia 1620 pasó a la de Hernán Sánchez de Vargas y de esta a "La Compañía de la Rosa", de Pedro y Catalina de la Rosa, donde se haría muy popular interpretando al gracioso de Lo que ha de ser, de Lope de Vega, y en entremeses, en especial en los de Luis Quiñones de Benavente. Tras pasar por la compañía de Antonio de Prado, ingresó en 1631 en la cofradía de comediantes de la Virgen de la Novena junto a su mujer María Acosta y su hija Francisca María Pérez, cuando todos trabajaban en la compañía de Tomás Fernández Cabredo. Hacia 1650 abandonó la compañía de Rosa para volver con Antonio de Prado. En ese periodo se documenta que conoció a la actriz Bernarda Ramírez, con la que formaría pareja cómica muchos años en entremeses de riñas conyugales, ella como mujer casquivana y brava y él como marido cornudo. Otros roles frecuentes fueron los de alcalde rural y personajes afeminados o de sexualidad incierta.
La fama que pudo justificar su nombre («por ser la rana ni carne ni pescado») queda referida en el proceso por sodomía del que saldría absuelto en 1636, quizá por intervención de sus admiradores más poderosos ante la Inquisición. En efecto, hay en los textos que interpretó constantes alusiones a la homosexualidad, como ha documentado Frédéric Serralta. Por lo visto, poseía una voz muy atiplada. Hombre tardo a la ira, no solía mencionar el nombre del que le enojaba. Sí le irritaba el empresario teatral Pedro de la Rosa, con quien trabajó bastantes veces. Se refería a él diciendo «ese que huele» (por lo de la «rosa», quizá). Era un especialista en entremeses y hay más de cuarenta escritos para su personaje de Juan Rana, especialmente acomodado a hacer de alcalde de pueblo y de simple o bobo. Pero desempeñó con éxito muchos más. En El doctor Juan Rana de Luis Quiñones de Benavente hace de médico ridículo. Hace de poeta en Juan Rana poeta (entremés de Antonio de Solís) y de mujer en Juan Rana mujer (entremés de Jerónimo de Cáncer). Otras veces representa un retrato o una estatua de sí mismo, torero en Juan Rana toreador), novio en La boda de Juan Rana, parturienta en El parto de Juan Rana.
Recomendado por María Calderón, la actriz llamada "La Calderona" y amante del rey Felipe IV, éste llegó a tenerle una singular afición y concederle la merced de "una ración en su mesa". Tal amistad y privilegios le convirtieron a menudo en mediador entre otros miembros de la farándula para solicitar limosna cuando los corrales fueron cerrados o la intercesión real ante la justicia en favor de comediantes, como ocurrió con la sobrina de Juan Rana, Bárbara Coronel, encarcelada bajo la acusación de asesinar a su propio marido. 
Su fama creció durante el reinado de Carlos II, aunque, ya envejecido, pisaba las tablas sólo de modo excepcional. De 1665 queda la noticia de una de sus últimas actuaciones con motivo de las fiestas de Pascua en Madrid y todavía tres años después participó, por deseo del rey, en una fiesta en el Coliseo del Buen Retiro, en la que aparecía montado en un carro. También en carro triunfal apareció en la celebración del cumpleaños de la reina madre, Mariana de Austria, poniendo en escena el entremés titulado precisamente El triunfo de Juan Rana, dentro de la fiesta palaciega escrita por Pedro Calderón de la Barca Fieras afemina Amor. En aquella ocasión Juan Rana hizo el papel de su propia estatua, entronizada en su carro triunfal para la posteridad.
Falleció en Madrid, en cuya calle de Cantarranas había vivido la mayor parte de su vida, el 20 de abril de 1672, a los 79 años.